# Parța
Parța (in ungherese Paracz, in tedesco Paratz) è un comune della Romania di 1752 abitanti, ubicato nel distretto di Timiș, nella regione storica del Banato. 
Parța è divenuto comune autonomo nel 2004, staccandosi dal comune di Șag.